# وی‌لند (میزوری)
وی‌لند (به انگلیسی: Wayland) یک شهر در ایالات متحده آمریکا است که در شهرستان کلارک، میزوری واقع شده‌است. وی‌لند ۱٫۷۴ کیلومتر مربع مساحت و ۵۳۳ نفر جمعیت دارد و ۱۶۱ متر بالاتر از سطح دریا قرار دارد.